# 格雷格·彼得森
格雷格·彼得森（英語：Greg Peterson；1991年3月26日—）是一位美國橄欖球運動員。他是美國國家橄欖球隊的一員，代表美國參加了2015年世界盃橄欖球賽。